# Hadronisierung
Hadronisierung bezeichnet einen Prozess in der Hochenergiephysik, wenn sich an einzelne Quarks oder Gluonen weitere Teilchen anlagern und sich dadurch Hadronen (Mesonen und Baryonen) bilden.

## Grundlagen
Quarks und Gluonen tragen eine so genannte Farbladung, durch die sie der starken Wechselwirkung unterliegen. Im Gegensatz zum Elektromagnetismus und zur Gravitation nimmt die Farbkraft aber nicht mit wachsendem Abstand ab, sondern zu. Daher können farbgeladene Teilchen, z. B. einzelne Quarks, nicht isoliert existieren (Confinement); dafür wäre eine unendlich hohe Energie erforderlich. Sie müssen sich immer mit anderen farbgeladenen Teilchen (Quarks, Antiquarks) zu insgesamt farbneutralen Hadronen verbinden. Solche Quarks und Antiquarks entstehen aus der Energie des Farbkraftfeldes. Diesen Vorgang nennt man Hadronisierung.

## Beispiele
Ein Beispiel ist die tief inelastische Streuung eines Elektrons mit sehr hoher Energie an einem Proton: Das Elektron wechselwirkt mit einem der drei Quarks (uud), aus denen das Proton zusammengesetzt ist, und schlägt dabei zum Beispiel ein u-Quark aus dem Proton. Das Kraftfeld zwischen dem emittierten u-Quark und dem Rest des Protons enthält mit zunehmender Entfernung immer mehr Energie, bis sie ausreicht, ein Quark-Antiquark-Paar, beispielsweise dd, zu erzeugen. Das d-Antiquark bildet mit dem u-Quark ein π+-Meson (Pion) und das d-Quark mit dem du-Rest ein Neutron (ddu). Im Endeffekt entfernt sich ein hochenergetisches Pion von einem Neutron. 
Dies ist freilich eine sehr vereinfachte Darstellung: Das Proton enthält neben den drei konstituierenden Quarks (Valenzquarks) auch virtuelle Quark-Antiquark-Paare (Seequarks), mit denen das Elektron ebenfalls wechselwirken kann. Anstelle eine Pions und eines Neutrons werden außerdem meist höherenergetische Hadronen erzeugt, die in weitere Hadronen zerfallen. Letztlich beobachtet man ein enges Bündel (Teilchenjet) aus Hadronen sowie das abgelenkte Elektron.
Ein anderes Beispiel ist die Erzeugung von Quark-Antiquark-Paaren bei der Kollision von Elektronen und Positronen: e−+e+ → q+q. Man beobachtet dabei zwei Hadronenjets in entgegengesetzte Richtungen. Ein Drei-Jet-Ereignis tritt auf, wenn zusätzlich ein hochenergetische Gluon emittiert wird, das auch eine Farbladung trägt und daher ebenfalls hadronisiert.